# André Gatzke

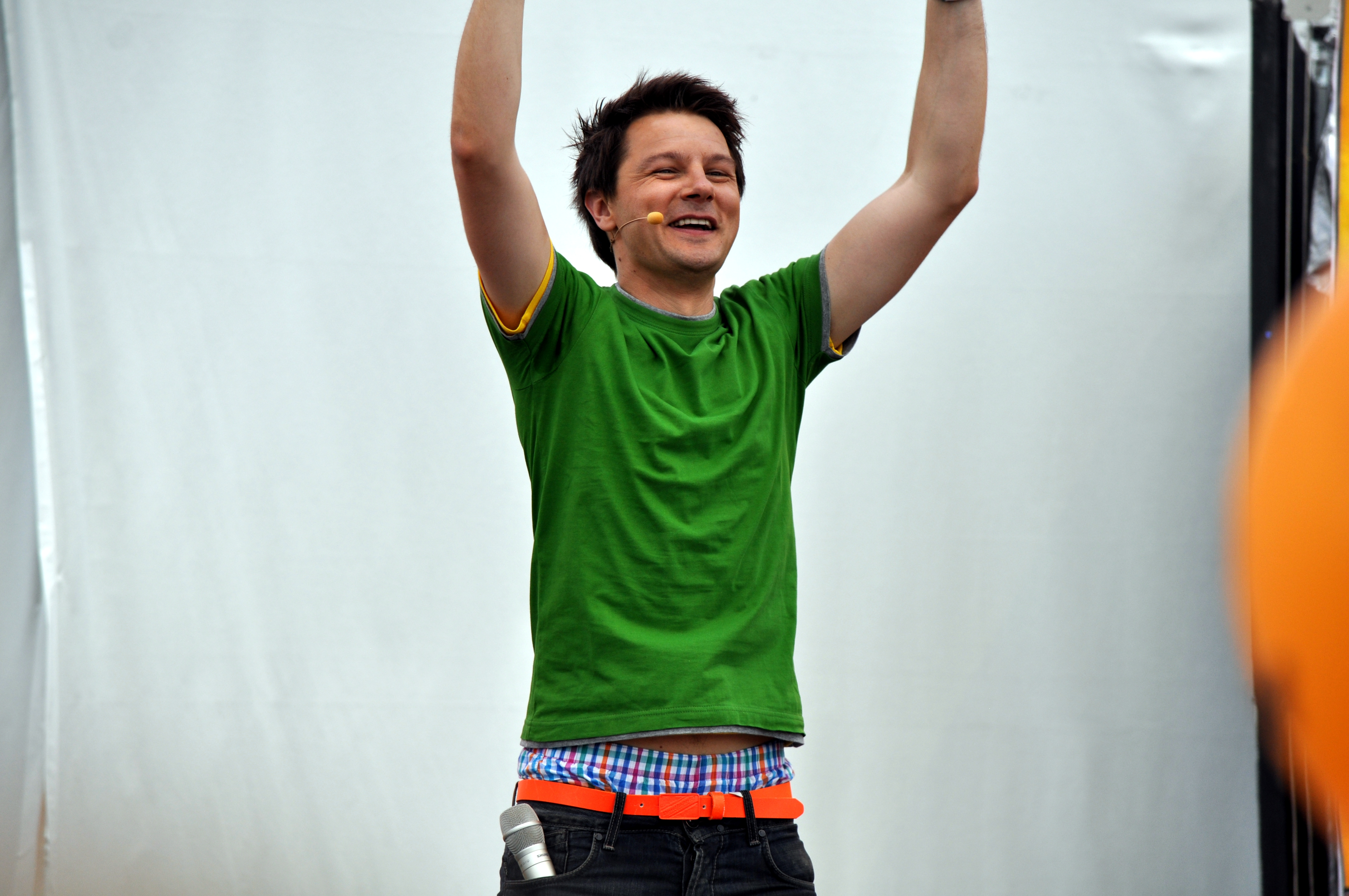
André Gatzke auf der Bühne am Türen auf!-Tag (10. Juli 2011) beim Fraunhofer-Institut für Integrierte Schaltungen in Erlangen-Tennenlohe

André Gatzke (* 8. September 1975 in Hemer) ist ein deutscher Fernsehmoderator beim KiKA.

## Leben
André Gatzke wuchs im westfälischen Hemer auf. Seine berufliche Karriere begann er mit einer Ausbildung zum Hotelfachmann im Dortmunder Hotel Lennhof, dem ehemaligen Mannschaftshotel von Borussia Dortmund. Richtungweisend für seine spätere Laufbahn war allerdings sein Zivildienst an einer Schule für körperbehinderte Kinder. André Gatzke entschied sich gegen das ursprünglich geplante Studium der Wirtschaftstouristik. Er wollte auch weiterhin direkt mit Kindern arbeiten. Nach seiner Ausbildung zum Ergotherapeuten an der Timmermeister-Schule in Münster leitete er mehrere Jahre eine Praxis für Ergotherapie in Köln. In seinem Fachgebiet hält er Vorträge und ist als Experte auch für TV-Magazine wie Planet Wissen engagiert worden (u. a. zum Thema Arbeitsplatzergonomie, Rückenschule, Kinder in Bewegung und Ernährung).
Seit 2006 ist André Gatzke regelmäßig im Fernsehen zu sehen. Als Reporter in dem von Anja Backhaus moderierten Tiermagazin Tier hoch vier (WDR/Das Erste) kämpfte er 2006 mit kleinen, weißen Tigern, brachte Schafs-Drillinge mit auf die Welt und lief mit bei einem Straußen-Wettrennen. Seit 2007 moderiert André Gatzke zusammen mit Tanja Mairhofer Die Sendung mit dem Elefanten (WDR/KiKA), die sich vornehmlich an Vorschüler richtet. Für Die Sendung mit dem Elefanten ist er auch regelmäßig als Drehbuchautor tätig. Seit 2011 ist André Gatzke auch für Die Sendung mit der Maus als Reporter im Einsatz, beispielsweise bei der Aktion „Türen auf für die Maus“. Seit 2019 moderiert er außerdem Die Maus zum Hören.
Neben seiner Tätigkeit für das Fernsehen ist André Gatzke regelmäßig als Moderator bei Kinder- und Familienveranstaltungen sowie bei Tagungen, Messen (didacta, Frankfurter Buchmesse, Spiel Essen) und Preisverleihungen (Auditorix, Grimme Online Award u. a.) im Einsatz. Er führte zum Beispiel beim „Tag der kleinen Forscher“ im Sauerlandpark Hemer oder dem Kinder-Musikfestival „c/o pänz“ in Köln durch das Programm. Gemeinsam mit Anke Engelke, seiner Kollegin bei der Sendung mit dem Elefanten, moderiert er Kinderkonzerte des WDR Funkhausorchesters Köln. André Gatzke engagiert sich für mehrere Organisationen. Unter anderem moderiert er jährlich das Deutsche Down-Sportlerfestival. 2012 war er Pate der EU-Medienkompetenz-Initiative „klicksafe“ für Sicherheit im Internet.
Gemeinsam mit dem Erdmöbel-Musiker Ekki Maas produzierte er die „c/o-pänz“-Hymne „Pänz im Park“. In dem Hörspiel „Pit der Floh“ lieh er dem Erzähler seine Stimme und erklärt Kindern, wie beispielsweise ein Klavier funktioniert.